# Кольонія-Дембиці
Кольонія-Дембиці (пол. Kolonia Dębice) — село в Польщі, у гміні Влоцлавек Влоцлавського повіту Куявсько-Поморського воєводства.
Населення — 122 особи (2011).
У 1975-1998 роках село належало до Влоцлавського воєводства.

## Демографія
Демографічна структура станом на 31 березня 2011 року:
|          | Загалом | Допрацездатний вік | Працездатний вік | Постпрацездатний вік |
| -------- | ------- | ------------------ | ---------------- | -------------------- |
| Чоловіки | 62      | 7                  | 45               | 10                   |
| Жінки    | 60      | 12                 | 30               | 18                   |
| Разом    | 122     | 19                 | 75               | 28                   |